# 黃淑英
黃淑英（1951年4月12日—），臺灣政治人物，民主進步黨籍。曾任不分區立法委員。

## 相關事件

### 塑化劑事件
2009年7月1日，環保署公聽會討論是否列管DEHP等毒性化學物質，當時環保署及環保團體支持列管，塑膠公會則持反對立場，黃淑英則做出數項日後（2011年台灣塑化劑事件發生）被視為具有爭議的重點發言，包括「眾多環境荷爾蒙為何只選擇列管DEHP」、「環保署論文引用錯誤」（不該將精子量減少與DEHP直接連結，環保署不能只提國外報告，需提更強有力的「本土研究」）、「政府不能只管制源頭」（沒有證據指出DEHP污染源來自廠商，尾端產品和廢棄物也要加強管理，且要有配套措施配合） 。
在2011年台灣塑化劑事件時，黃淑英被政治對手抨擊曾於2009年反對將第四類毒物DEHP升級為第一類毒物，此事件使黃淑英遭到國民黨籍立委邱毅以「低管制等級使黑心商人容易取得DEHP」緊咬。另外，黃淑英的身份背景也遭質疑和塑化劑廠商具有關係。

### 劉姍姍事件
批評劉姍姍事件，立委黃淑英端出勞基法，表示工時、基本薪資、扣抵證件，外交部通通違法，無論是台灣勞基法規範或美國法令都犯法。

## 外部連結
- 立法委員黃淑英的部落格

國民年金法修法三讀 （页面存档备份，存于）